# Andreas P. Pittler
Andreas P. Pittler (* 21. listopadu 1964 Vídeň) je rakouský prozaik a básník.
Vystudoval historii, filozofii a germanistiku ve Vídni. Pracoval v DÖW, nyní pracuje v rakouském parlamentu. Napsal také populárně naučné knihy a životopisy.

## Dílo
- Der Sündenbock (2000)
- Der Sommer der großen Erwartungen (2001)
- Tod im Schnee (2002)
- Serbische Bohnen (2003)
- So weit, so gut (2004)
- Das Dokument (2006)
- Tacheles (2008)
- Ezzes (2009)
- Chuzpe (2010)
- Tinnef (2011)
- Zores (2012)
- Der Fluch der Sirte (2013)